# 武井正直
武井 正直（たけい まさなお、1925年（大正14年）12月10日 - 2012年（平成24年）2月3日）は、日本の銀行家。日本銀行考査局次長および北洋銀行頭取などを歴任した。

## 経歴

### 日銀考査局まで
山梨県に生まれる。陸軍予科士官学校卒業後、満州国に赴任する。戦後の一時期は鳥取県で農協に就職するがやがて慶應義塾大学法学部に進学し、1950年に卒業する。
大学卒業後は日本銀行に就職し、市中銀行の経営状態を調べる部門である考査局に通算17年勤め、考査局次長にまで昇進した。

### 北洋銀行以後
1978年6月、北洋相互銀行専務に就き、1980年の同社副社長就任を経て、1982年6月に社長となる。1989年2月には、北洋相互銀行が普通銀行の「北洋銀行」となるのに伴い、初代頭取となる。土地投機には貸付を行わないという経営方針を貫き通し、1997年11月に破綻した北海道拓殖銀行の経営譲渡受け入れを即断する。1998年11月17日、北洋銀行は武井の指揮下で北海道拓殖銀行の北海道内の事業を引き継いだことにより、北海道内でも、かつ第二地方銀行の中でも最大規模の銀行に拡大した。1999年より2000年まで、加藤千麿の後任として第二地方銀行協会会長に就任する。
2000年6月、北洋銀行代表取締役会長となり、2001年には北洋銀行と札幌銀行の経営統合および札幌北洋ホールディングスの設立に立ち会う。2005年6月から2007年6月までは、北洋銀行の相談役を務めた。
2012年2月3日、急性肺炎のため死去、享年86。

## 関連書籍
- 北海道二十一世紀総合研究所編『バカな大将、敵より怖い 武井正直講演録』 北海道新聞社、2013年。ISBN 4894537079